# カルボニル基

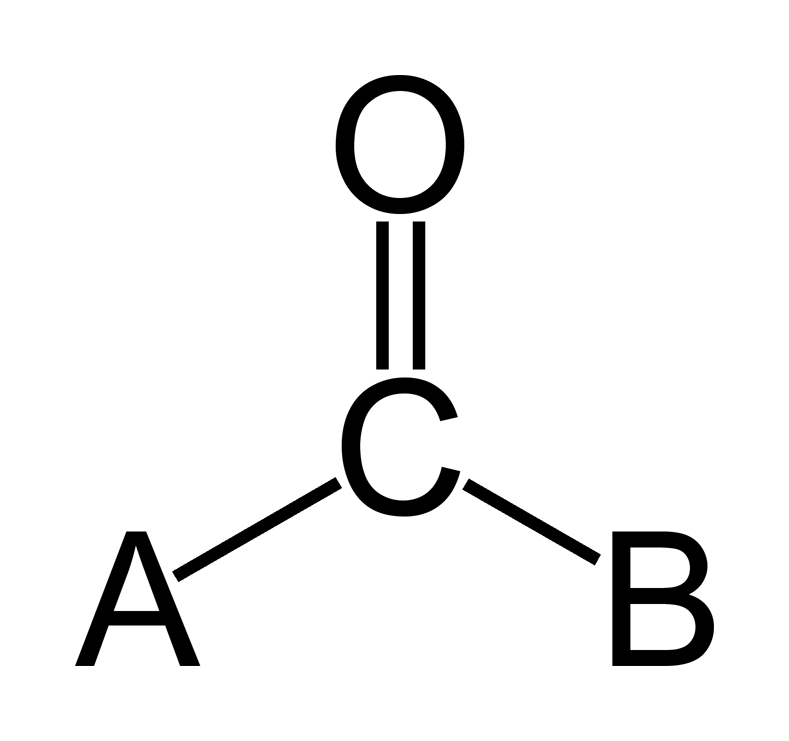
カルボニル基の一般構造式

カルボニル基（カルボニルき、carbonyl group）は有機化学における置換基のひとつで、−C(=O)− と表される2価の官能基。アルデヒド、ケトン、カルボン酸とそこから誘導されるエステルやアミド、あるいはケテンなどに存在する。結合の相手は通常 2個の原子だが、ケテンや二酸化炭素など、1個の原子のみに結合する場合もある。
ケトンのカルボニル基は特にケトン基とも呼ばれるが、これはIUPAC命名法に沿わない名称であり、日本化学会は非推奨としている。また置換様式の観点を変えると、炭素鎖のメチレン(-CH2-)に対して特性基のオキソ基 (=O)が置換した構造でもある。
一酸化炭素が配位子として金属上に結合しているとき、カルボニルと呼ばれる。

## カルボニル化合物
カルボニル基を有する化合物をカルボニル化合物という。以下の表は、その一覧である。
| 化合物 | アルデヒド | ケトン | カルボン酸      | エステル | アミド    | エノン             | 酸塩化物      | 酸無水物       |
| 構造   | Aldehyde   | Ketone | Carboxylic acid | Ester    | Amide     | Enone              | Acyl chloride | Acid anhydride |
| 一般式 | RCHO       | RCOR'  | RCOOH           | RCOOR'   | RCONR'R'' | RC(O)C(R')CR''R''' | RCOCl         | (RCO)2O        |

この他に有機物のカルボニル化合物には尿素とウレタンがあり、無機物には炭酸と硫化カルボニル、ホスゲンがある。

## カルボニル炭素
カルボニル基の炭素原子を特にカルボニル炭素とよぶ。隣の酸素原子が持つ電子求引性のためにこの炭素原子は弱い正電荷を帯び、求核剤の攻撃を受けて付加反応を中心とするさまざまな反応を起こす。
- ウォルフ・キッシュナー還元
- クレメンゼン還元
- パーキン反応
- ティシチェンコ反応
- アルドール反応
- カニッツァーロ反応
- クライゼン縮合
- ディークマン環化
- マイケル反応